# Ellas ö
Ellas ö, eller på danska Ella Ø, ligger vid nordänden av Kung Oscars fjord på Nordöstra-Grönland. Ön har en forskningsstation som om sommaren också är bas för Siriuspatrullen.

## Geologi
Ön är speciell med sina geologiska lager som sträcker sig tillbaka till jordens äldsta geologiska tidsperiod, prekambrium. 

## Historia
Namnet Ellas Ö gavs 1899 av Alfred Nathorst efter hans fru Amy Rafaela Windahl (1858–1936). Norr om Ellas ö ligger Marias ö och Ruths ö, namngivna efter paret Nathorsts barn. Den första byggnaden på ön restes av den danske geologen och polarforskaren Lauge Koch 1931. Han byggde en stuga på nordsiden av ön och kallade den för Ørneredet. Botanisten Thorvald Sørensen bodde här mellan 1931 och 1935 och samlade in material till sin avhandling, och därefter behöll danskarna personal på denna "vetenskapliga station" tills den sommaren 1941 evakuerades på amerikansk begäran. Ön ansågs då vara strategiskt viktig, inte minst för att väderrapporter från Grönland gav säkrare väderprognoser. Även tyskarna befann sig under kriget på Grönland av denna anledning, och från 24 april till 3 maj 1943 ockuperades stationen av tyska styrkor .
Då slädpatrullen Sirius sattes upp 1950, blev Ellas ö vald till patrullens huvudbas. Året efter flyttades basen till Daneborg 200 km längre norrut, och stationen på Ella ö blev bara en sommarstation. Författaren Jørn Riel arbetade en tid som telegrafist på Ellas ö. 
År 1971 hittades en meteorit nära Ellas ö, som klassificerades som en L-6 kondrit.